# Regionalisierungsgesetz
Das Regionalisierungsgesetz (RegG) ist als Artikel 4 des Eisenbahnneuordnungsgesetzes am 27. Dezember 1993 erlassen worden. Die darin geregelte Regionalisierung des Schienenverkehrs ist einer der drei Hauptinhalte der Bahnreform in Deutschland. Die aufgrund dieses Gesetzes seit 1996 verteilten Geldmittel werden als „Regionalisierungsmittel“ bezeichnet.
Das Gesetz definiert die Sicherstellung einer ausreichenden Bedienung der Bevölkerung mit Verkehrsleistungen im Öffentlichen Personennahverkehr als eine Aufgabe der Daseinsvorsorge. Im Sinne des Regionalisierungsgesetzes ist öffentlicher Personennahverkehr „die allgemein zugängliche Beförderung von Personen mit Verkehrsmitteln im Linienverkehr, die überwiegend dazu bestimmt sind, die Verkehrsnachfrage im Stadt-, Vorort- oder Regionalverkehr zu befriedigen. Das ist im Zweifel der Fall, wenn in der Mehrzahl der Beförderungsfälle eines Verkehrsmittels die gesamte Reiseweite 50 Kilometer oder die gesamte Reisezeit eine Stunde nicht übersteigt.“
Während der Schienenpersonenfernverkehr von jedem Eisenbahnverkehrsunternehmen eigenwirtschaftlich, also ohne staatliche Hilfe betrieben wird, wird der Schienenpersonennahverkehr (SPNV) mit Hilfe der Regionalisierungsmittel finanziert. Sie stehen nach § 5 den Ländern vom Bund aus dem Mineralölsteueraufkommen zur Verfügung. Das Land bzw. die Zweckverbände legen die Verkehrslinien, den Verkehrsumfang und weitere Kriterien wie Taktdichte und Fahrzeugeinsatz fest. Auf dieser Basis schließen sie nach einer Ausschreibung einen Verkehrsvertrag mit einem Verkehrsunternehmen ab. Daneben gibt es Direktvergaben und freihändige Vergabeverfahren.

## Entwicklung der Regionalisierungsmittel
| Jahr | Höhe der Mittel (in Mio. Euro) | Jahr | Höhe der Mittel (in Mio. Euro) |
| --- | ------------------------------ | ---- | ------------------------------ |
| 1996 | 4 448                          | 2014 | 07 299                         |
| 1997 | 6 136                          | 2015 | 07 408                         |
| 1998 | 6 136                          | 2016 | 08 200                         |
| 1999 | 6 340                          | 2017 | 08 348                         |
| 2000 | 6 697                          | 2018 | 08 498                         |
| 2001 | 6 822                          | 2019 | 08 651                         |
| 2002 | 6 745                          | 2020 | 11 457 a                       |
| 2003 | 6 846                          | 2021 | 10 268 b                       |
| 2004 | 6 949                          | 2022 | 14 135 c d                     |
| 2005 | 7 053                          | 2023 | 12 398 e                       |
| 2006 | 7 053                          | 2024 | 12 725 e                       |
| 2007 | 6 710                          | 2025 | 13 061 e                       |
| 2008 | 6 675                          | 2026 | 11 908                         |
| 2009 | 6 775                          | 2027 | 12 265                         |
| 2010 | 6 877                          | 2028 | 12 633                         |
| 2011 | 6 980                          | 2029 | 13 012                         |
| 2012 | 7 085                          | 2030 | 13 403                         |
| 2013 | 7 191                          | 2031 | 13 805                         |
| a davon 2,5 Mrd. € als ÖPNV-Rettungsschirm b davon 1 Mrd. € als ÖPNV-Rettungsschirm c davon 1,2 Mrd. € als ÖPNV-Rettungsschirm d davon 2,5 Mrd. € für das 9-Euro-Ticket e davon 1,5 Mrd. € für das Deutschlandticket |                                |      |                                |

### 2002 bis 2007
Für das Jahr 2002 wurden die Regionalisierungsmittel auf 6,745 Milliarden Euro festgelegt und sollten ausgehend davon jährlich um 1,5 Prozent steigen. Abweichend davon verständigten sich Bund und Länder für das Jahr 2004 auf eine Kürzung der Mittel von 137 Millionen Euro. Im Frühjahr 2006 wurde aufgrund der Haushaltslage eine weitere Kürzung der Mittel vorgeschlagen. Die Kürzungen wurden am 1. Juli 2006 wirksam. Die Regionalisierungsmittel wurden von diesem Tag an auf einen jährlich sinkenden Pauschalbetrag bis zum Jahr 2008 festgeschrieben. Die Kürzung für die Jahre 2006 bis 2008 sollte insgesamt 1,4 Milliarden Euro umfassen.

### 2008 bis 2014
Im November 2007 wurde eine weitere Anpassung des Regionalisierungsgesetzes beschlossen. Es sah für das Jahr 2008 Mittel in Höhe von 6,675 Milliarden Euro (−34 Mio. Euro zu 2007) vor. Diese Mittel stiegen jährlich um 1,5 % und erreichten etwa 7,3 Milliarden Euro im Jahr 2014. Mit der Neufassung des Gesetzes wurden die Bundesländer verpflichtet, die Verwendung der Bundesmittel jährlich transparent zu machen. Über das Jahr 2014 hinaus wurden 2007 noch keine Festlegungen getroffen.

### 2015 bis 2020
Auf der Verkehrsministerkonferenz am 1. und 2. Oktober 2014 in Kiel forderten angesichts der anstehenden Revision der Regionalisierungsmittel die Landesverkehrsminister eine Aufstockung von damals 7,3 Milliarden Euro auf jährlich 8,5 Milliarden Euro. Die Mittel sollen jährlich um 2 Prozent (anstatt zuvor um 1,5 Prozent) steigen, um die stetig steigenden Kosten für Infrastrukturnutzung, Energie und Personal ausgleichen zu können. Die Verteilung der Mittel zwischen den einzelnen Ländern sollte sich zugunsten bevölkerungsreicher Bundesländer ändern und nach dem Kieler Schlüssel festgelegt werden. Ein entsprechender Gesetzentwurf wurde am 28. November 2014 vom Bundesrat eingebracht.
Der Gesetzentwurf der Bundesregierung sah dagegen zunächst eine Fortführung der bisherigen Regelung vor, nach der die Mittel für das Jahr 2015 wie zuvor nur um 1,5 % auf etwa 7,4 Milliarden Euro steigen würden, für die Folgejahre sollte zu einem späteren Zeitpunkt eine Einigung gefunden werden. Für das Gesetz wurde am 27. März 2015 der Vermittlungsausschuss angerufen. Bis ein neues Gesetz in Kraft trat, zahlte der Bund Regionalisierungsmittel nur unter Vorbehalt aus.
Im September 2015 einigten sich die Bundeskanzlerin und die Ministerpräsidenten der Länder auf eine Anhebung der Regionalisierungsmittel im Jahr 2016 auf 8 Milliarden Euro mit einer jährlichen Steigerung von 1,8 Prozent. Die Festlegung war Teil eines zehnseitigen Papiers zur Flüchtlingspolitik. Für das Jahr 2015 wurden rückwirkend die Regionalisierungsmittel auf etwa 7,4 Mrd. Euro festgelegt. Bei einem Bund-Länder-Spitzengespräch wurde am 16. Juni 2016 beschlossen, vom Jahr 2016 an weitere Mittel von jährlich 200 Millionen Euro für die Länder Berlin, Brandenburg, Mecklenburg-Vorpommern, Saarland, Sachsen, Sachsen-Anhalt und Thüringen bereitzustellen.

### 2020 bis 2031
Während das Regionalisierungsgesetz in den ersten 20 Jahren seit der Regionalisierung nur vier Mal novelliert wurde, fanden seit 2020 aufgrund der Corona-Pandemie und der Folgen des russischen Kriegs in der Ukraine fünf Änderungen statt. 2020 wurden die Regionalisierungsmittel für den Zeitraum von 2020 bis 2031 um insgesamt 5,2 Milliarden Euro erhöht.
Von 2020 bis 2022 existierte ein ÖPNV-Rettungsschirm, um Einnahmeausfälle durch die COVID-19-Pandemie auszugleichen, der jeweils zur Hälfte von Bund und Ländern finanziert wird. Dafür können vom Bund bis zu 2,5 Mrd. Euro im Jahr 2020, bis zu 1 Mrd. Euro im Jahr 2021 und bis zu 1,2 Mrd. Euro im Jahr 2022 bereitgestellt werden. Über das Regionalisierungsgesetz wurde außerdem die Finanzierung des 9-Euro-Tickets durch den Bund mit 2,5 Milliarden Euro geregelt.
Im Zuge der Diskussion über ein Nachfolgemodell für das 9-Euro-Ticket forderten die Verkehrsminister der Länder im August 2022 eine weitere Erhöhung der Regionalisierungsmittel, um steigende Energiepreise zu kompensieren. Am 20. November 2022 einigten sich die Bundesregierung und die Landesregierungen auf eine Erhöhung der Regionalisierungsmittel um eine weitere Milliarde Euro für das Jahr 2022 und eine jährliche Dynamisierung der Mittel um 3 anstatt 1,8 Prozent. Damit sollen in den Jahren 2022 bis 2031 insgesamt 17,3 Milliarden Euro zusätzlich zur Verfügung gestellt werden. Die entsprechende Änderung des Regionalisierungsgesetzes trat im Dezember 2022 in Kraft.

### Inflationsbereinigte Entwicklung
Auch wenn die Regionalisierungsmittel zwischen 1996 und 2005 sowie seit 2008 nominal gestiegen sind, stagnieren die Ausgaben inflationsbereinigt seit 2007. Vielerorts reagierten Verkehrsverbünde auf die steigenden Kosten mit einer Erhöhung der Fahrkartenpreise. Ein Gutachten des Verbands Deutscher Verkehrsunternehmen und Roland Berger prognostizierte 2021 einen Kostenanstieg zwischen 2018 und 2030 von 32 Prozent bei Annahme einer jährlichen Inflationsrate von 1,5 Prozent.

## Bedeutung der Regionalisierungsmittel
In Folge der Kürzung der Regionalisierungsmittel zwischen 2006 und 2008 verloren einige Kommunen ihren Anschluss an den Schienenverkehr, andernorts wurden Taktungen reduziert. Allein der Marktführer DB Regio reduzierte im Jahr 2007 seine Leistungen um 5,3 Mio. Zugkilometer. Gegner der Kürzungen hatten zuvor vor dieser Entwicklung gewarnt und kritisiert, damit bremse man den Trend steigender Fahrgastzahlen. Laut Angaben der Allianz pro Schiene ist bei einer Steigerung der Regionalisierungsmittel von 2000 bis 2013 um 8,7 Prozent die Verkehrsleistung im Schienenpersonennahverkehr (in Personenkilometern) um 31,9 Prozent gewachsen. Von 1996 bis 2013 sei die Zahl der Fahrgäste im regionalen Schienenverkehr um über 60 Prozent gestiegen.
Der Bundesrechnungshof kritisierte 2021 die geringen Eigenbeiträge der Bundesländer zur Finanzierung des öffentlichen Personennahverkehrs. Diese lägen 2017 nur bei 19,5 Prozent, die übrigen Mittel stelle der Bund über die Regionalisierungsmittel, obwohl es sich um eine Landesaufgabe handele. Das Verhältnis habe sich gegenüber 2016 kaum verbessert. Dabei waren die Anteile der Eigenmittel in Hamburg, Berlin und Niedersachsen besonders hoch; Brandenburg, Thüringen und Sachsen-Anhalt verließen sich demnach weitgehend auf die Regionalisierungsmittel des Bundes.